# الكسندر دبليو. تيريل
الكسندر دبليو. تيريل هو قاضي ودبلوماسي ومحامي وسياسي أمريكي، ولد في 23 نوفمبر 1827 في مقاطعة باتريك في الولايات المتحدة، وتوفي في 9 سبتمبر 1912 في مينيرال ويلز في الولايات المتحدة. نشط حزبياً في الحزب الديمقراطي. وقد انتخب سفير وانتخب عضو مجلس نواب تكساس ‏ وانتخب عضو مجلس ولاية تكساس ‏.